# Grand Mendoza
Le Grand Mendoza (Gran Mendoza) est une agglomération urbaine formée par l'extension de la ville argentine de Mendoza, située dans la province de Mendoza, sur les départements limitrophes. Elle est composée des départements de Luján de Cuyo et de Godoy Cruz au sud, de Maipú au sud-est, de Guaymallén à l'est, de Las Heras au nord et de la ville de Mendoza au centre. Elle est ainsi la quatrième agglomération urbaine d'Argentine en termes de population.

## Démographie
Le Grand Mendoza comptait 937 154 habitants en 2010, soit une augmentation de 10 % par rapport aux 848 660 habitants recensés en 2001. C'est la quatrième agglomération de la République, et la première de la province de Mendoza, dont elle représentait près de 54 % de la population en 2010.
La population de Guaymallén — la plus peuplée de l'agglomération — ne représente qu'un quart de la population totale de la conurbation ; c'est un indicateur clair qu'aucune des localités départementales concernées n'est dominante dans la composition démographique du Grand Mendoza.

### Évolution démographique
| Composantes   | Département   | Recensement de 2010 | Recensement de 2001 | Recensement de 1991, | Recensement de 1980 | Recensement de 1970 | Recensement de 1960 |
| ------------- | ------------- | ------------------- | ------------------- | -------------------- | ------------------- | ------------------- | ------------------- |
| Guaymallén    | Guaymallén    | 252 618             | 223 365             | 200 477              | 164 670             | 118 995             | 85 718              |
| Las Heras     | Las Heras     | 189 067             | 169 248             | 145 680              | 101 579             | 67 789              | 36 494              |
| Godoy Cruz    | Godoy Cruz    | 191 299             | 182 563             | 179 553              | 142 408             | 112 481             | 80 024              |
| Mendoza       | Capitale      | 114 893             | 110 993             | 121 620              | 119 088             | 118 568             | 109 122             |
| Maipú         | Maipú         | 106 662             | 89 433              | 71 603               | 49 778              | 34 839              | 14 951              |
| Luján de Cuyo | Luján de Cuyo | 82 615              | 73 058              | 54 210               | 35 254              | 25 138              | 4 418               |
| Total         |               | 937 154             | 848 660             | 773 113              | 612 777             | 477 810             | 330 727             |

## Transports
La zone urbaine dispose d'un système de transport urbain composé de nombreuses lignes de bus. En outre, le tramway du métro de Mendoza, qui relie Las Heras, le chef-lieu, Godoy Cruz, Guaymallén et Maipú, a récemment été incorporé, ce qui facilite encore la mobilité. La région dispose également d'un système de plusieurs lignes de trolleybus, connu sous le nom d'El Trole. Ces services sont gérés par la STM, une entreprise publique.
Le Terminal del Sol est la gare routière, qui dessert toute la zone, et se trouve au centre de l'agglomération.